# Hiroshi Matsumoto
Hiroshi Matsumoto (松本 紘 Matsumoto Hiroshi?) (Zhangjiakou, 17 de noviembre de 1942 - 15 de junio de 2025) fue un ingeniero y científico atmosférico japonés. Se desempeñó como el presidente del instituto RIKEN hasta el 2022 y fue, hasta 2014, presidente de la Universidad de Kioto. Fue miembro del comité de política espacial del gobierno japonés.
Sus investigaciones se centraban principalmente en el plasma presente en la geomagnetosfera y la cosmosfera. Desarrolló el código KEMPO (Kyoto university ElectroMagnetic Particle) para reproducir las dinámicas de procesos físicos del plasma espacial. Lideró las observaciones de plasma en la sonda Geotail, y ayudó a dilucidar los mecanismos de excitación, como ondas solitarias electrostáticas. También trabajó en estudios para la aplicación práctica de transmisión de energía en el espacio mediante microondas.

## Carrera

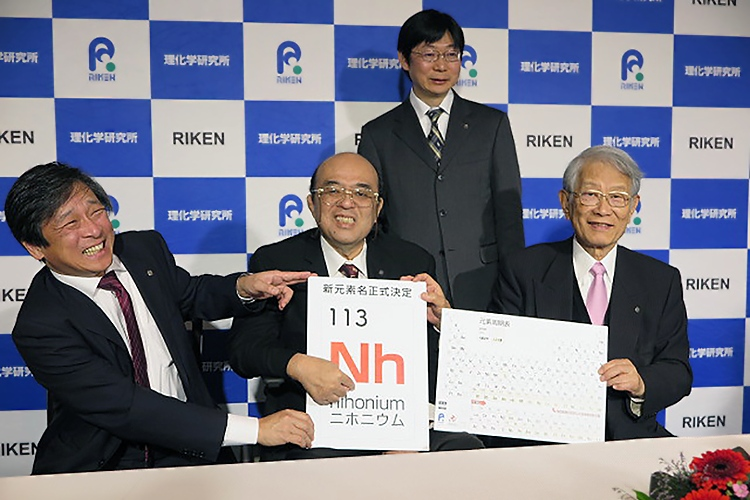
Junto a Hideto En'yo, Kōsuke Morita y Kōji Morimoto en Fukuoka, 1 de diciembre de 2016)

- 1967: Asistente de investigación en la Facultad de Ingeniería, Universidad de Kioto
- 1974: Profesor asistente de la Facultad de Ingeniería, Universidad de Kioto
- 1981: Profesor asistente en el Centro de estudios científicos atmosféricos (RASC), Universidad de Kioto
- 1987: Profesor del RASC, Universidad de Kioto
- 1992–1998: Director del RASC, Universidad de Kioto
- 2000: Profesor del Centro de estudios científicos atmosféricos y espaciales, Universidad de Kioto
- 2002: Director del Centro de estudios científicos atmosféricos y espaciales, Universidad de Kioto
- 2004: Professor del Instituto de investigación para la salud humana (RISH), Universidad de Kioto
- 2005: Director del RISH, Universidad de Kioto
- 2005: Vicepresidente ejecutivo (Investigación y finanzas), Universidad de Kioto
- 2006: Profesor Emérito, Universidad de Kioto
- 2008–2014: Presidente, Universidad de Kioto
- 2015–2022: Presidente, RIKEN

## Organizaciones
- 1999 – Presidente de la Unión Radio-Científica internacional (URSI)
- 1999 – Presidente de la Sociedad de Geomagnetismo y Ciencias de la Tierra, Planetarias y Espaciales (SGEPSS)
- 1999 – Miembro socio de la Unión Americana de Geofísica (AGU)
- 2003 – Miembro socio del Institute of Electrical and Electronics Engineers (IEEEE)
- 2004 – Miembro honorario foráneo de la Royal Astronomical Society (RAS)
- 2005 – Miembro del Institute of Electronics, Information and Communication Engineers (IEICE)

## Premios
- 1975 – Premio Tanaka-kan de la Sociedad Japonesa de Geomagnetismo y Ciencias de la Tierra, Planetarias y Espaciales por "Estudio de la interacción de partículas de onda de modo Whistler sobre el plasma de magnetosfera"
- 2006 – Galardonado con la Medalla Yuri Gagarin de la Federación Rusa de Cosmonáutica
- 2006 – Premio del Ministro de Educación, Cultura, Deportes, Ciencia y Ciencia y Tecnología de Japón
- 2007 – Medalla de la cinta morada japonesa
- 2008 – Medalla de oro de Booker 2008 de la Unión Internacional de Ciencias de Radio